# Младен Муше
Младен Муше (хорв. Mladen Muše; нар. 20 січня 1963) – хорватський шахіст, представник Німеччини до 2006 року, гросмейстер від 2001 року.

## Шахова кар'єра
1982 року виграв у Дортмунд бронзову медаль чемпіонату Федеративної Республіки Німеччини серед юніорів до 20 років. У 1985, 1987 і 1989 роках тричі вигравав чемпіонат Берліна. Кілька разів взяв участь у фіналі чемпіонату Німеччини, найбільшого успіху досягнувши 1991 року в Бад-Ноєнарі, де посів 4-те місце (позаду Властіміла Горта, Йорга Гікля і Вольфганга Ульманна).
Досягнув низки успіхів на міжнародних турнірах, зокрема:
- посів 1-ше місце в Тесличі(1987),
- посів 1-ше місце в Будапешті (1990),
- посів 1-ше місце в Альтенштайгу (1993),
- поділив 2-ге місце у Вінковцях (1993, позаду Івана Фараго, разом з Огнєном Цвітаном, Крунославом Хулаком, Влатко Ковачевичем і Дьюлою Саксом),
- поділив 1-ше місце в Барлінеку (1997, меморіал Емануїла Ласкера, разом з Мареком Оливою, Александером Червоньським і Андрієм Максименком)[5],
- поділив 1-ше місце в Вемдінгу (1998, разом із зокрема, Олексієм Барсовим і Райнером Полціним),
- поділив 1-ше місце в Берліні (1999, разом з Романом Слободяном, Петером Веллсом і Едвінсом Кеньгісом)
- посів 1-ше місце в Спліті (2000),
- поділив 1-ше місце в Травемюнде (2003, разом із зокрема, Павелом Ярачем, Нормудсом Мієзісом і Сергієм Калінічевим).

Найвищий рейтинг Ело в кар'єрі мав станом на 1 липня 2000 року, досягнувши 2510 очок ділив тоді 27-28-ме місце серед німецьких шахістів.
Молодший брат Младена Муше, дражен (нар. 1971) також відомий шахіст і має звання міжнародного майстра.

## Зміни рейтингу
| На цьому місці має відображатися графік чи діаграма, однак з технічних причин його відображення наразі вимкнено. Будь ласка, не видаляйте код, який викликає це повідомлення. Розробники вже працюють для того, щоби відновити штатне функціонування цього графіка або діаграми. | |
| | На цьому місці має відображатися графік чи діаграма, однак з технічних причин його відображення наразі вимкнено. Будь ласка, не видаляйте код, який викликає це повідомлення. Розробники вже працюють для того, щоби відновити штатне функціонування цього графіка або діаграми. |